# Vadu Izei (gmina)
Vadu Izei – gmina w Rumunii, w okręgu Marmarosz. Obejmuje miejscowości Vadu Izei i Valea Stejarului. W 2011 roku liczyła 2659 mieszkańców.